# Abdelnasser Ouadah
Abdelnasser Ouadah (Forbach, 13 settembre 1975) è un ex calciatore algerino, di ruolo difensore.